# Leonid Kravtjuk
Leonid Makarovytj Kravtjuk (ukrainska: Леоні́д Мака́рович Кравчу́к, ryska: Леони́д Мака́рович Кравчу́к, Leonid Makarovitj Kravtjuk, engelska: Leonid Kravchuk), född 10 januari 1934 i Velykyj Zjytyn i dåvarande Polen (i nuvarande Rivne oblast, Ukraina), död 10 maj 2022 i Kiev, var en ukrainsk politiker som var det självständiga Ukrainas förste president 1991–1994.
Han kandiderade 1994 för en andra period, där presidentposten gick till hans tidigare premiärminister Leonid Kutjma.
Bland Kravtjuks beslut kan nämnas undertecknandet av Lissabonprotokollet(en) 1992, där Ukraina lämnade ifrån sig de kärnvapen som blev kvar efter Sovjetunionens kollaps.